# Libro de los Reyes (Antiguo Testamento)
EL Libro de los Reyes (hebreo: ספר מלכים, sêp̄er malḵîm) es el noveno libro de la Biblia hebrea o los libros undécimo y duodécimo del Antiguo Testamento cristiano. Concluye la historia deuteronomista, una historia de Israel que comprende también los libros de Josué y Jueces y los libros de Samuel, que según los comentaristas bíblicos, fue escrita para dar una explicación teológica de la destrucción del reino de Judá por Babilonia en el año 587 a. C. y una base para el retorno del exilio. Los dos libros de los Reyes presentan una historia del antiguo Israel y Judá desde la muerte del rey David hasta la liberación de Joaquín de Judá de su prisión en Babilonia, un período de unos 400 años (c. 960 - c. 560 a. C.). Los estudiosos tienden a considerar que los libros están compuestos por una primera edición de finales del siglo VII a. C. y una segunda y última edición de mediados del siglo VI a. C.

## Contenido
La Biblia de Jerusalén divide los dos libros de los Reyes en ocho secciones:
- 1 Reyes 1:1-2:46 = La sucesión davídica.
- 1 Reyes 3:1-11:43 = Salomón en toda su gloria.
- 1 Reyes 12:1-13:34 = El cisma político y religioso.
- 1 Reyes 14:1-16:34 = Los dos reinos hasta Elías.
- 1 Reyes 17:1 - 2 Reyes 1:18 = El ciclo de Elías
- 2 Reyes 2:1-13:25 = El ciclo de Eliseo.
- 2 Reyes 14:1-17:41 = Los dos reinos hasta la caída de Samaria.
- 2 Reyes 18:1-25:30 = Los últimos años del reino de Judá.

En la vejez de David, Adonías se autoproclama su sucesor, pero los partidarios de Salomón se encargan de que David proclame a Salomón como su sucesor, y así llega al trono tras la muerte de David. Al principio de su reinado asume las promesas de Dios a David y trae el esplendor a Israel y la paz y la prosperidad a su pueblo.  La pieza central del reinado de Salomón es la construcción del Templo de Salomón: la afirmación de que esto tuvo lugar 480 años después del Éxodo de Egipto, lo marca como un evento clave en la historia de Israel. Al final, sin embargo, sigue a otros dioses y oprime a Israel.
Como consecuencia del fracaso de Salomón a la hora de erradicar el culto a dioses distintos de Yahweh, el reino de David se divide en dos en el reinado de su propio hijo Roboam, que se convierte en el primero en reinar sobre el reino de Judá. Los reyes que siguen a Roboam en Jerusalén continúan la línea real de David —es decir, heredan la promesa a David—; en el norte, sin embargo, las dinastías se suceden con rapidez, y los reyes son uniformemente malos —lo que significa que no siguen únicamente a Yahweh—. Finalmente, Dios trae a los asirios para que destruyan el reino del norte, dejando a Judá como único custodio de la promesa.
Ezequías, el decimocuarto rey de Judá, hace «lo que es justo a los ojos de Yahweh, como había hecho su antepasado David», e instituye una reforma religiosa de gran alcance, centralizando el sacrificio en el templo de Jerusalén y destruyendo las imágenes de otros dioses. Yahvé salva a Jerusalén y al reino de una invasión de Asiria. Pero  Manasés, el siguiente rey, revierte las reformas, y Dios anuncia que destruirá Jerusalén a causa de esta apostasía del rey. El justo nieto de Manasés, Josías de Judá, restablece las reformas de Ezequías, pero es demasiado tarde: Dios, hablando a través de la profetisa Hulda, afirma que Jerusalén será destruida tras la muerte de Josías.
En los últimos capítulos, Dios lleva al Imperio neobabilónico del rey Nabucodonosor II contra Jerusalén; Yahweh niega la ayuda a su pueblo; Jerusalén es arrasada y el Templo destruido; y los sacerdotes, los profetas y la corte real son llevados al cautiverio. Los versos finales recogen cómo Joaquín de Judá, el último rey, es liberado y honrado por el rey de Babilonia.

## Composición

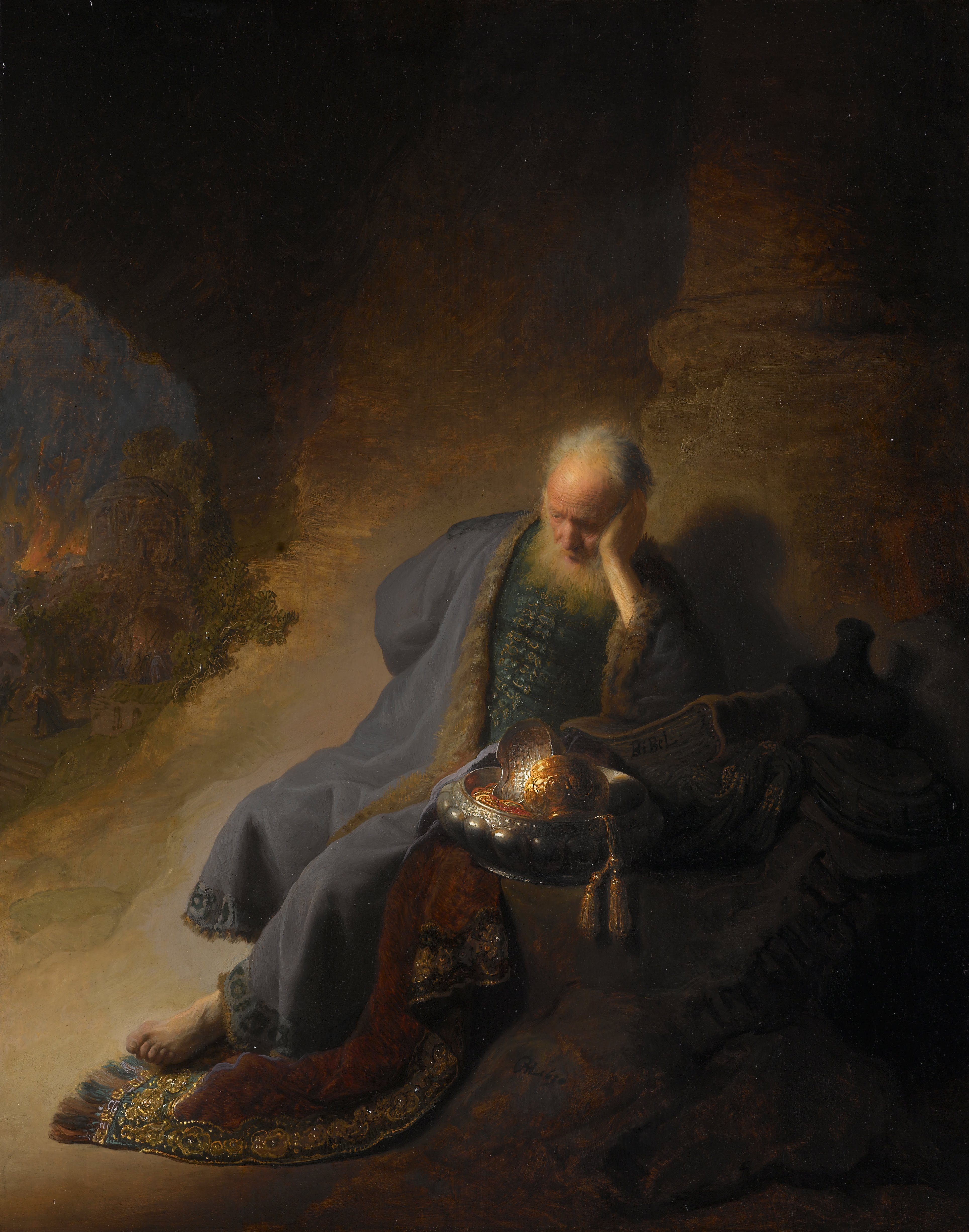
Rembrandt, Jeremías lamenta la destrucción de Jerusalén, c. 1630.

### Historia textual
En la Biblia hebrea, el Primer y el Segundo Libro de los Reyes son un solo libro, al igual que el Primer y el Segundo Libro de Samuel. Cuando se tradujo al griego en los últimos siglos a. C., Samuel se unió a Reyes en una obra de cuatro partes llamada Libro de los Reinos. Los cristianos ortodoxos siguen utilizando la traducción griega (la Septuaginta), pero cuando se hizo una traducción al latín (llamada Vulgata) para la iglesia occidental, el Reinos se retituló primero Libro de los Reyes, partes primera a cuarta, y finalmente tanto Samuel como Reyes se separaron en dos libros cada uno.
Así, los libros que ahora se conocen comúnmente como Samuel 1 y Samuel 2 se conocen en la Vulgata como I Reyes y II Reyes —a imitación de la Septuaginta—. Lo que ahora se conoce comúnmente como 1 Reyes y 2 Reyes serían Reyes 3 y Reyes 4 en las Biblias antiguas anteriores al año 1516, como en la Vulgata y la Septuaginta. La división que conocemos hoy, utilizada por las Biblias protestantes y adoptada por los católicos, entró en uso en 1517. Algunas Biblias todavía conservan la antigua denominación, por ejemplo, la Biblia Douay-Rheims.

### La historia deuteronomista
Según la tradición judía, el autor de Reyes fue Jeremías, que estaría vivo durante la caída de Jerusalén en el año 586 a. C. La opinión más extendida hoy en día acepta la tesis de Martin Noth de que Reyes concluye una serie unificada de libros que reflejan el lenguaje y la teología del Libro del Deuteronomio, y que los eruditos bíblicos denominan por tanto la Historia deuteronomista. Noth sostenía que la Historia era obra de un solo individuo que vivía en el siglo VI a. C., pero los eruditos actuales tienden a tratarla como si estuviera compuesta por al menos dos niveles, una primera edición de la época de Josías de Judá (finales del siglo VII a. C.), que promueve las reformas religiosas de Josías y la necesidad de arrepentimiento, y una segunda y última edición de mediados del siglo VI a. C.. También se han propuesto otros niveles de edición, entre los que se incluyen: una edición de finales del siglo VIII a. C. que señala a Ezequías como modelo de reinado; una versión anterior del siglo VIII a. C. con un mensaje similar pero que identifica a Jehú de Israel como el rey ideal; y una versión todavía más temprana que promueve la Casa de David como la clave del bienestar nacional.

## Temas y género

Los Reyes de Israel y Judá.

## Características textuales

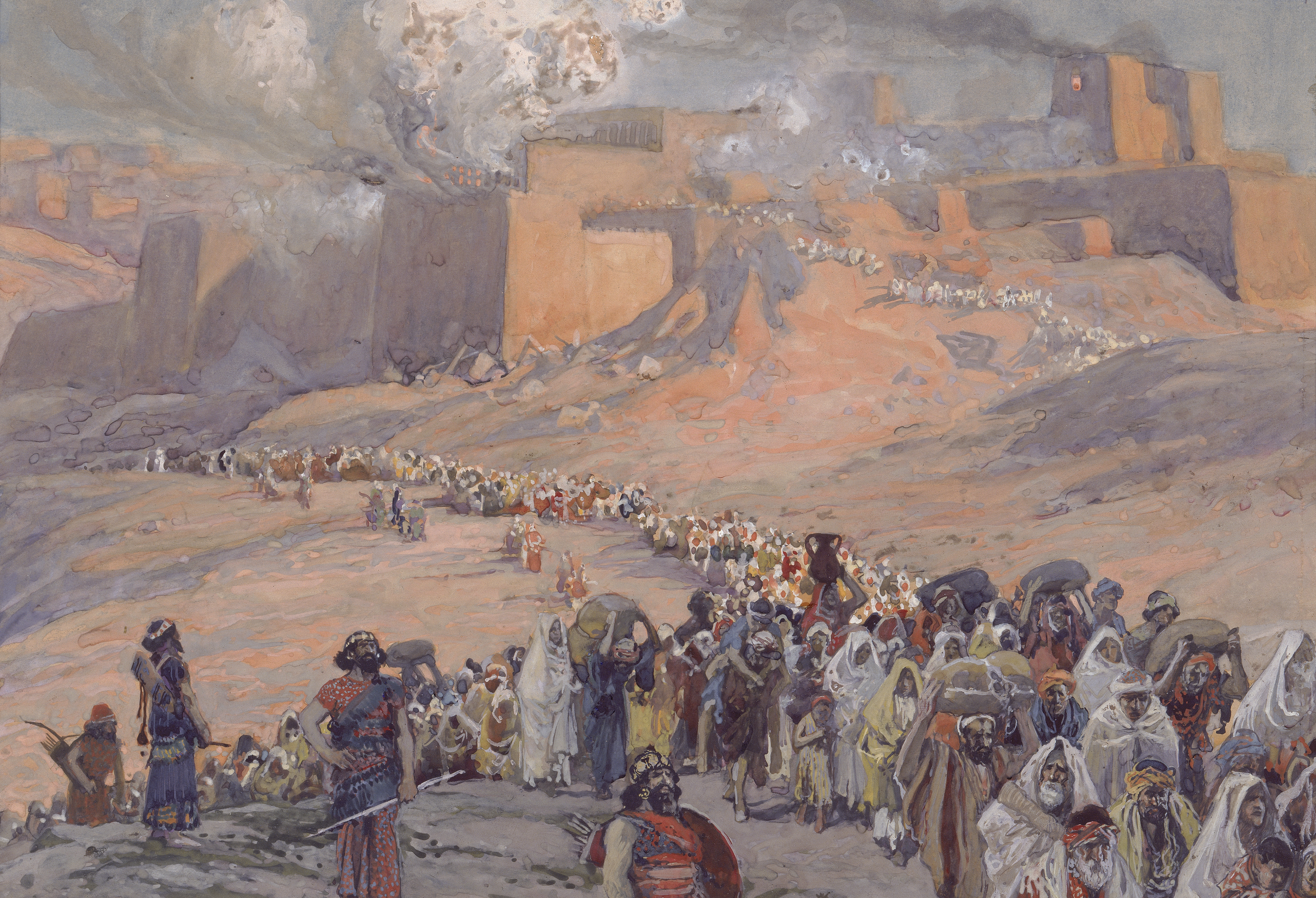
James Tissot, La huida de los prisioneros: la caída de Jerusalén, 586 a. C.